# Förlagskrisen
Förlagskrisen var en ekonomisk  kris omkring 1970–1972 för svenska utgivare av kvalitetslitteratur som Bonniers och Norstedts förlag.

## Orsaker och förlopp
Allmänt rådde fri prissättning i Sverige under efterkrigstiden, men bokbranschen hade dispens för fasta bruttopriser av kulturpolitiska skäl. Fasta bruttopriser innebär att bokförlaget bestämde det pris som kunden betalar; detta är orsaken till att svenska böcker från 50‑ och 60‑talen har tryckta priser på bokomslaget som ”Pris 37:50, inb. 44:50”. Motiveringen för dispensen var att fri prissättning skulle leda till konkurrens som var ogynnsam ur kultursynpunkt.
Försäljningen av kvalificerad skönlitteratur stagnerade under 60‐talet. Förlagen ökade priserna och antalet titlar för att kompensera för hotande förluster. Bokpriserna steg mer än dubbelt så snabbt som konsumentprisindex mellan 1955 och 1967 tills svenska bokpriser var högst i världen. Fria bruttopriser infördes 1 april 1970. Kvalitetsutgivningens olönsamhet – som förlagen varit ovilliga att diskutera offentligt – blev uppenbar när prissättningen blev fri. Facklitteraturutgivningen och massmarknadsutgivningen drabbades inte av nedgången.
Returrätten försvann nästan i samband med att priserna släpptes fria. Bokhandlarna tvekade att ta hem smala diktböcker, och förläggarna tvekade att ge ut sådan litteratur.

### Statistik om utgivning
Krisen för kvalitetsutgivning kan beskrivas med statistik över bokmarknaden. Under sista hälften av 50‑talet utgavs i genomsnitt 396 skönlitterära verk av svenska författare. Till sista hälften av 60‑talet steg antalet visserligen till 446, men skönlitteraturens andel av bokutgivningen sjönk från 31,5 procent 1945 till 17,2 procent 1972. Den nya pocketboktekniken användes till en början mest för utgivning av skönlitteratur: 1960 kom 58 skönlitterära pocketböcker mot 29 facklitterära pocketböcker. Men pocketboksexplosionen gynnade snart facklitteraturen: 1969 utkom 441 facklitterära pocketar mot 217 skönllitterära. Pocketsuccéer som Göran Palms Indoktrineringen i Sverige underströk en trend där facklitteratur i pocketupplaga överskuggade romaner och diktning.
Skönlitteraturutgivningen började minska från slutet av 60‑talet: 1968 utgavs 1015 titlar, men 1972 blott 858. Lyriken drabbades hårdast. År 1965 utgavs 18 debutanter, men 1973 bara 4. Anmärkningsvärt är att Bonniers inte utgav en enda debutant under året 1973. Parallellt förlorade kvalitetstidskrifter som BLM och Ord och Bild prenumeranter.

## Följder
Kvalitetsförlag minskade drastiskt sin utgivning och personalstyrka. Bokklubbarnas betydelse ökade, i synnerhet sedan bildandet av Månadens Bok offentliggjorts i december 1972 av ägarna Bonniers, Norstedts, Wahlström & Widstrand och Forum. Statligt litteraturstöd infördes 1975. Bonniers bildade 1977 dotterbolaget Alba för utgivning av kvalificerad skönlitteratur till lägre kostnad. 
Nytänkandet med bokklubbar och Månadens bok visade sig vara affärsmässigt framgångsrikt. Det fanns farhågor om att boklubbarna skulle leda till en bestseller-utgivning och hota boklådorna. Farhågorna besannades inte; Månadens bok samarbetade med boklådorna, och utgivningen av svensk kvalitetslitteratur vände brant uppåt 1973‑1976. Det kunde inte hävdas att bokklubbarna hotade bredden i utgivningen.
Omstruktureringar, litteraturstöd och, troligen, vinster från Månadens bok gjorde alltså att situationen för kvalitetslitteratur förbättrades efter bottenåret 1972. I slutet av 1970‐talet var krisen övervunnen. Däremot ökade maktkoncentrationen i bokbranschen.